# 中国民主同盟吉林省委员会
中国民主同盟吉林省委员会，简称吉林省民盟或民盟吉林省委，是中国民主同盟在吉林省的地方组织。

## 沿革

### 组织建设
1950年11月，中国民主同盟吉长（吉林省暨长春市）支部临时工作委员会筹委会在长春成立。成立会由东北总支部主任委员高崇民主持，关俊彦、杜若君、聂恒锐、丁克全为筹委会委员。1951年4月，关俊彦、杜若君、马志振等3人被任命为民盟吉长支部临时工作委员会委员，其中关俊彦为主任委员、杜若君为副主任委员。1955年1月，吉林省第一次盟员大会在长春市召开，正式宣布建立中国民主同盟吉林省支部。1956年3月，根据民盟全国第二次代表大会修改的《中国民主同盟章程》规定，民盟中央和地方组织的名称均改称委员会。民盟吉林省支部改称中国民主同盟吉林省委员会。
1966年文化大革命爆发后，民盟吉林省委员会被迫停止工作。直到1977年12月，中共吉林省委邀请省级各民主党派和工商联负责人举行座谈会，建议恢复活动。1978年6月，民盟吉林省委员会成立临时领导小组，由徐寿轩（担任组长）、关梦觉、俞建章、赵汝翼、王正绪等5人组成:107。
2003年正式开通门户网站。2012年6月的民盟吉林省第九次代表大会成立了民盟吉林省第一届监督委员会。

### 盟员发展
1951年底，全省共有盟员52人。1956年，《关于知识分子问题的报告》、百花齐放、百家争鸣和中共八大会议精神，推进了民盟等民主党派的发展。然而，1957年发生的反右运动，致使全省有68人被划为右派分子，有45人被开除盟籍:121。文化大革命期间完全停止工作，直到1980年代的改革开放时期，才达到组织发展的高峰。
截至2018年12月底，民盟吉林省委员会一共召开了4次盟员大会和10次盟员代表大会，产生了14届委员会。共有基层组织402个（其中：基层委员会47个、总支14个、支部341个）。全省盟员共计10345人。
| 中国民主同盟吉林省委员会盟员人数演变 |
|                                      |
| 来源：《吉林省志·民主党派 工商联志》 |

### 历任主委
| # | 姓名   | 任期           | 注释                           |
| - | ------ | -------------- | ------------------------------ |
| 1 | 关俊彦 | 1951年－1955年 | 民盟吉长支部临时工作委员会主委 |
| 2 | 徐寿轩 | 1955年－1985年 | 任内逝世                       |
| 3 | 关梦觉 | 1985年－1990年 | 任内逝世                       |
|   | 赵汝翼 | 1990年－1992年 | 代理主委                       |
| 4 | 曾孝箴 | 1992年－2002年 |                                |
| 5 | 陈晓光 | 2002年－2012年 |                                |
| 6 | 杨安娣 | 2012年－       |                                |

## 历届委员会

### 第一届
1955年1月30日，民盟吉林省第一次盟员大会在长春市召开，正式宣布建立民盟吉林省支部。选举产生第一届支部。包括支部委员19人，候补委员2人。
- 主任委员：徐寿轩
- 副主任委员：关梦觉、喻德渊、余瑞璜
- 常务委员：徐寿轩、关梦觉、喻德渊、余瑞璜、关俊彦、靳云汉、吕宝轩
- 秘书长：陈培洪

### 第二届
1956年5月27日，民盟吉林省第二次盟员大会在长春市、吉林市同时召开。选举产生第二届委员会。包括委员21人。
- 主任委员：徐寿轩
- 副主任委员：关梦觉、喻德渊、唐敖庆
- 常务委员：徐寿轩、关梦觉、喻德渊、唐敖庆、关俊彦、靳云汉、吕宝轩

### 第三届
1958年9月27日至28日召开民盟吉林省第三次盟员大会。选举产生第三届委员会。包括委员20人。
- 主任委员：徐寿轩
- 副主任委员：关梦觉（兼任宣教部部长）、喻德渊（兼任组织部部长）、唐敖庆
- 常务委员：徐寿轩、关梦觉、喻德渊、唐敖庆、丁锡祉、赵汝翼、王正绪

### 第四届
1961年7月2日召开民盟吉林省第四次盟员大会。选举产生第四届委员会。包括委员24人。
- 主任委员：徐寿轩
- 副主任委员：关梦觉、喻德渊、俞建章
- 常务委员：徐寿轩、关梦觉、喻德渊、俞建章、赵汝翼、丁锡祉、王正绪、周希纲、崔步青

### 第五届
1964年1月30日至2月7日召开民盟吉林省第一次代表大会。选举产生第五届委员会。包括委员25人。
- 主任委员：徐寿轩
- 副主任委员：关梦觉、喻德渊、俞建章
- 常务委员：徐寿轩、关梦觉、喻德渊、俞建章、丁锡祉、王正绪、周希纲、赵汝翼、崔步青
- 秘书长：崔步青

### 第六届
1980年6月30日至7月4日召开民盟吉林省第二次代表大会。选举产生第六届委员会。包括委员25人。
- 主任委员：徐寿轩
- 副主任委员：关梦觉、俞建章、余瑞璜、王湘浩、赵汝翼、刘克静、王正绪
- 常务委员：徐寿轩、关梦觉、俞建章、余瑞璜、王湘浩、赵汝翼、刘克静、王正绪、丁克全、杜若君、杨建元
- 秘书长：赵汝翼（兼）

### 第七届
1984年4月5日至11日召开民盟吉林省第三次代表大会。选举产生第七届委员会。包括委员35人。候补委员5人。
- 主任委员：徐寿轩→关梦觉
- 副主任委员：关梦觉、余瑞璜、王湘浩（1987年辞职）、赵汝翼、刘克静、王正绪、何善周（1987年辞职）、曾孝箴、穆中魂（1987年增选）、郑国栋（1987年增选）
- 常务委员：丁克全、马忠林、王正绪、王湘浩（1987年辞职）、刘克静、刘家瑞、关梦觉、余瑞璜、赵汝翼、赵洪、何善周（1987年辞职）、徐寿轩、曾孝箴、刘家驹（1985年增选）、尚可（1985年增选）、穆中魂（1987年增选）、郑国栋（1987年增选）、王隆甫（1987年增选）、郭作扬（1987年增选）
- 秘书长：赵洪→刘家驹（1985年增选）
- 顾问：杜若君、傅桐生、何善周（1987年增聘）、关守身（1987年增聘）、杨先敏（1987年增聘）

### 第八届
1988年2月6日至8日召开民盟吉林省第四次代表大会。选举产生第八届委员会。包括委员46人。
- 主任委员：关梦觉→赵汝翼（代理）
- 副主任委员：余瑞璜、赵汝翼、刘克静、曾孝箴、穆中魂、马宁（1989年7月增选）
- 常务委员：丁克全、马宁、王国琴、王隆甫、方众孚、刘克静、刘家驹、关梦觉、李载柔、吴伯威、余瑞璜、尚可、郑国栋、张世达、赵汝翼、郭作扬、曾孝箴、蒋端方、穆中魂、王淑莲（1988年5月增选）、孙家珍（1988年5月增选）、李明瑚（1988年5月增选）
- 秘书长：刘家驹→方众孚（代理）
- 顾问：马忠林、王正绪、刘家瑞、关守身、何善周、杨先敏、杨建元、陈鸿钧

### 第九届
1992年6月24日至26日召开民盟吉林省第五次代表大会。选举产生第九届委员会。包括委员47人。候补委员1人。
- 主任委员：曾孝箴
- 名誉主任委员：赵汝翼、余瑞璜
- 副主任委员：穆中魂、马宁、郭作扬、贾裕观、欧阳谦
- 常务委员：马宁、关品三、刘孝严、孙家珍、李明瑚、李复生、张世达、周连祥、欧阳谦、郑国栋、赵锡谦、侯国栋、郭作扬、贾裕观、曹晔、曾孝箴、蒋端方、穆中魂
- 秘书长：郭作扬（兼）
- 顾问：马忠林、王正绪、王国琴、王隆甫、刘克静、刘家瑞、何善周、杨先敏、杨建元

### 第十届
1997年？月召开民盟吉林省第六次代表大会。选举产生第十届委员会。
- 主任委员：曾孝箴

### 第十一届
2002年6月26日至30日召开民盟吉林省第七次代表大会。选举产生第十一届委员会。
- 主任委员：陈晓光
- 名誉主任委员：曾孝箴
- 副主任委员：樊玉国、杨金顺、张釜、黄百渠、谢京江、何宛英、杨建东、孙丰月（2006年增补）
- 常务委员：于鹏翔、王志东、王志刚、王犁犁、申德振、关今、任文双、刘大有、刘孝严、杨建东、杨金顺、李勇、李丽娜、李悦生、何宛英、张釜、陈小冬、陈晓光、袁清华、徐明、黄百渠、谢京江、樊玉国、孙丰月（2006年增补）
- 秘书长：关今（兼）

### 第十二届
2007年6月1日至2日召开民盟吉林省第八次代表大会。选举产生第十二届委员会。
- 主任委员：陈晓光
- 副主任委员：杨金顺、张釜、黄百渠、谢京江、何宛英、杨建东、孙丰月、关今、陈光（增补）、杨安娣（2012年增补）
- 常务委员：
- 秘书长：关今（兼）→李丽娜

### 第十三届
2012年6月28日至30日召开民盟吉林省第九次代表大会。选举产生第十三届委员会。
- 主任委员：杨安娣
- 副主任委员：杨金顺、谢京江、何宛英、杨建东、孙丰月、关今、陈光、刘宝
- 常务委员：
- 秘书长：李丽娜

### 第十四届
2017年6月12日至14日召开民盟吉林省第十次代表大会。选举产生第十四届委员会。
- 主任委员：杨安娣
- 副主任委员：孙丰月、关今（2017年调职离任）、陈光、刘宝、田玉山、孙秀云、郝东云、封雪梅（2018年12月起任专职副主委）
- 常务委员：丁肇勇、卢冶、田玉山、朱广山、刘宝、关今、许峰、孙丰月、孙秀云、李莉、李玉良、杨安娣、杨克非、宋学思、陈光、苗琦、欧阳继红、封雪梅、郝东云、胡亮、徐群丽、高劲松、梁弘、樊宇、穆金辉

### 第十五届
2022年7月4日至5日召开民盟吉林省第十一次代表大会。选举产生第十五届委员会。
- 主任委员：杨安娣
- 副主任委员：田玉山、孙秀云、郝东云、封雪梅、孙俊奇、朱广山、卢冶
- 秘书长：刘丹

## 机构设置

### 职能部门
- 办公室
- 组织部
- 宣传部
- 参政议政部
- 社会服务部

### 专门工作委员会
- 高教委员会
- 普教委员会
- 科技委员会
- 文化委员会
- 卫生委员会
- 人口、资源、环境委员会
- 农业与农村委员会
- 妇女委员会
- 社会法制委员会
- 经济委员会